# Benjie
Benjie (* 24. Oktober 1977), bürgerlich Benjamin Kastner, ist ein deutscher Reggae-, Dancehall- und Hip-Hop-Interpret.
Mit zwölf Jahren entdeckte er die Musik, die später sein Beruf werden sollte, als Hobby. Damals machte er schon „Beats“ an seinem Amiga-Rechner. Seit 2004 veröffentlichte er bereits drei Alben. Kritiker loben seine Kreativität und den Sprachwitz, vor allem aber verschaffte er sich durch seine unverkennbare Stimme einen gewissen Bekanntheitsgrad. Insbesondere durch den Song Ganja Smoka wurde er in der Reggae-Szene bekannt. Seine Texte sind humorvoll und witzig, handeln aber auch von ernsteren Themen wie Liebe, Faschismus und dem Konsum von Cannabis, den er selbst nicht leugnet. Zudem arbeitet er auch als Produzent.

## Leben
Benjie hatte 1995 seinen ersten Auftritt als Gast-MC bei Arawak. Er wurde zwischen 1999 und 2004 von DPS-Productions unterstützt und gründete mit Benny Rebel das Sound System „Rebel Sound“. Der Song 'Ganja Smoka' (2000) war der erste größere Erfolg Benjies. 2002/2003 veröffentlichte DPS-Productions in Zusammenarbeit mit Def-Jam Germany einen Re-Release von 'Ganja Smoka'. DHF Records und Peperone Records brachten im November 2003  das Album 'So gesehen' heraus. 2005 veröffentlicht er mit Gimme Mo'Records, die LP 'Unterwegs'. Die dritte LP, diesmal im eigenen Studio produziert, wurde Ende 2011 veröffentlicht.

## Diskografie
- Ganja Smoka (2000)
- Das Dickste (2000)
- Folgt ihnen nicht (2001)
- Shinin’ Star (2001)
- Null (2001)
- Sommerzeit (2001)
- Ganja Smoka LP-Version (2002)
- So gesehen LP (2003)
- Dancehall Shit (2004)
- Schöner Tag (2005)
- Unterwegs LP (2005)
- Wachtmeister (2009)
- Gelobtes Land LP (2011 bei Urban Tree Music)
- Roots Bleiben Für Immer LP (2012 bei Urban Tree Music)
- In der Dancehall LP (2013)
- Schatten & Licht LP (2015)